# Aldealpozo
Aldealpozo est une ville et une municipalité de la province de Soria, dans la communauté autonome de Castille-et-León en Espagne.